# ウインダリア
『ウインダリア』は、1986年7月19日に公開されたアニメ映画。カナメプロダクションが、テレビアニメ『プラレス3四郎』やOVA『幻夢戦記レダ』などに続いて制作した作品である。原作・脚本は藤川桂介、監督は湯山邦彦。

## 概要
テレビアニメ『プラレス3四郎』でも藤川桂介と組んだカナメプロダクションが、藤川へ全面的にストーリーを委託した作品である。藤川は『雨月物語』の一篇「浅茅が宿」を下敷きにしてオリジナルストーリーを構成し、約束をテーマに架空の世界を舞台として戦争に翻弄された2組の男女の愛をファンタジックに描いた。
本作は前年の『幻夢戦記レダ』とは異なり、より幅広い層の人間に見てもらうことを目指して制作された。カナメプロダクションからビデオ・アニメーションの企画を依頼された藤川は、当初は3つの話から構成されるオムニバス形式のドラマを提案したが、その後の話し合いで3つめの話を広げて映画として制作することに決まった
最初タイトルは『約束』としていたが、英訳すると消費者金融のプロミスと同じ名前になってしまうことから変更された。小説版のタイトル『ウィンダリア 童話めいた戦史』や、それと同じ出版社のアニメ誌の記事では「ウィンダリア」と「イ」が小さくなっており、タイトルは当初から統一性がなかった。
小説版の出版は劇場公開に先駆けた1986年3月だったが、その理由について藤川は「これを読むことでさらに映像に対して興味をもってもらいたいという願いがあってのこと」と小説版のあとがきの中で述べている。その後、本作はよみうりテレビの『アニメだいすき!』で何度か放送され、「OLたちの選ぶアニメ」で1位になった。
劇中に登場する巨木ウインダリアは、オーストラリアの小村にあるという幸福の木の名をもじったものだという。藤川の記憶によれば実際には「ウイリアンダ」と言ったらしいが、オーストラリア大使館などに問い合わせても見つからず、実在するもので近いものは「ジュリアンダ」であったそうである。
主人公のイズーには、『プラレス3四郎』で成田シノグ役を演じた古谷徹が起用された。先述の劇場公開の際、古谷は劇場での舞台挨拶と試写会を終えてスタッフルームへ引き上げた後、本作の直前に体験したことと本作のテーマ「約束」が重なり合って感動したあまり、スタッフたちの目の前で号泣してしまったという。
なお、本作の後年もアニメ音楽で長く活躍することになる歌手、新居昭乃のデビュー曲は本作の主題歌「約束」であった。また、音楽担当の門倉聡がこの仕事を引き受けるきっかけとなったのは、デビュー前に新居が制作したエンディング曲（クレジット上は挿入歌）の「美しい星」のデモテープであったとのこと。

## あらすじ
南方の海の国「イサ」と北方の山の国「パロ」はかつて結んだ不可侵の約束を守り、平穏な関係を築いてきた。しかし、パロの現在の王ランスロは美しいイサを欲しがり、間者を送ってイサの水没を試みる。この企てはサキの村の青年イズーによって阻止されたが、イサとパロはこの事件をきっかけに互いに不信を募らせていく。やがて二つの大国の対立は間に挟まれたサキの村も巻き込み、戦争に突入する。戦いが膠着する中、パロはイズーに目をつけた。イズーの妻マーリンはイズーの「英雄になりたい、立身出世がしたい」妄想癖の性格をしばしばたしなめていたが、パロで英雄になるというイズーの功名心を引き留めることが出来ず、結果としてパロの思惑にイズーは応えた。マーリンは仕方なく「待っているから必ず帰って来て欲しい」と懇願し、守り刀を持たせてイズーの旅立ちを見送る。
やがてイズーはパロに辿り着いたが、堕落した兵士たちや街の人々に嘲られ相手にもしてもらえず浮浪者同然の生活をすることになる。功名を焦ったイズーは強引に大臣筆頭のカイルに面談し、かつて自分がイサの水没の危機から守るために閉めた水門に手を掛ける。パロを戦勝に導いたイズーは多額の褒章を得て酒池肉林を繰り広げたが、3か月後にはカイルから目障りだとして命を狙われる。命からがらパロを逃げ出したイズー。彼が最初に見たのは不気味な月夜の明かりに照らされ、海水に没したイサの街だった。ようやくイズーは自分の愚かさを悟り、呆然と佇むしかなかった。その時、教会の鐘の音が鳴った。それを合図に亡くなった大勢のイサの人々の魂が赤い鳥の群れとなって集まってきた。イズーを責めるように傍らを舞い、幽霊船へ飛び立っていった。恐怖におののいたイズーは、慌ててサキの村へ走り出した。マーリンも同じように死んでいるのではないかという不安を抱きながら。
しかし、その不吉な予感は外れた。家の前まで辿り着いた時、窓から明かりがもれた。ドアが開き、マーリンが現れる。再会に喜び、抱擁する二人。しばし語り合うも、幽霊船の汽笛が鳴る。その音を聞いた時、マーリンは別れを告げ、赤い鳥となって幽霊船へ飛び立っていった。イズーの手には、守り刀だけが残った。
イズーはマーリンの魂を崖の縁まで追いかけ、崖の縁から幽霊船のバンボウに船長の交代を懇願したが、その場所で幽霊船を見守っていたドルイドに否定され、その直後に彼女は石像となった。イズーは「あと半年後に、幽霊船の船長を交代してもらって必ずマーリンの傍に行く」と思いながらウインダリアの木まで引き返し、その幹に泣き崩れるのだった。

## キャラクター

### 主要人物
イズー
声 - 古谷徹
サキの村の青年。マーリンの夫。根は明るく陽気で商売上手だが、その分お調子者で考えなし。
マーリンを心から愛し、もっといい生活をさせたいと思っているが、同時に自分の力が認められない歯痒さがあり、立身出世を熱望していた。イサを水没の危機から救ったにもかかわらず、望むような褒章が得られなかったことに不満を感じ、イサとパロ両方から協力を要請されたが厚遇を期待しパロに身を投じる。以降は堕落したパロの気風と欲望のために性格が激変し、かつて自らが救った街・イサを水没させ、財宝・栄華を手にする。しかしやがて命を狙われ、守り刀だけを手に命からがら脱出する。
マーリン
声 - 神田和佳
イズーの愛妻であり、可憐な美人で良き理解者。信仰篤く、祈りを欠かさない。ペットのポリポリを肩に乗せている。
今のままのささやかな生活が一番だと思っており、イズーの変化に不安を感じている。約束を固く守り続け、自らが戦乱の中で爆死した後もひたすら夫の帰還を待ち続けていた。イズーと再会し約束を果たした喜びと共に、赤い鳥となって天へ昇っていった。
アーナス
声 - 松井菜桜子
イサの王女。女王ギネビアとハロールの娘。開放的で気が強くおてんばで、やや日に焼けた肌を持つ美人。寝起きた後、水に飛び込んで身体をすっきりさせるのをルーティンとしており、イサの国民からもその様子を良く知られていた。
パロの王子ジルと恋仲であり、伝書鳩のクックウを使って連絡を取っていた。戦争には反対であり、回避のために「自らをジルと結婚させ、ひとつの国となって治めるべき」と申し出るが母親ギネビアを含めて臣下の皆に却下されてしまう。ジルの出陣を聞き、母親が病に倒れたこともあって彼女も最前線へ出陣する。ジルと相対し、迷いの森で対話の時間を持つが、破られた約束と出口のない状況に絶望し、ジルを一方的に射殺、自らも命を絶つ。原作ではお互いに納得しての心中だった。
ジル
声 - 井上和彦
パロの王子。国王ランスロとクンドリーの子。アーナスとは密かに交際する間柄で、美男子。
聡明さと勤勉さを持っていたが、父王の方針で政治や会議にはほとんど関わらせて貰えていなかった。イサを水没させようとする謀略についても何も聞かされておらず、アーナスにそのことを指摘された際には「イサを水没させてしまったら、手に入れても何の意味もないだろう？」と至極真っ当な意見を述べている。
アーナスと同じく戦争に反対であったが、突如軍指揮官に任ぜられる。父王にイサ侵攻をやめるよう進言するが揉み合いとなり、誤って殺害してしまう。父王殺害の責任を取って戦争に挑むよう母后と臣下に求められ、結局自ら陣頭指揮を執る。
皮肉なことに指揮の才能は優れていたため、それまで膠着状態であった戦を大きくパロ側有利に傾かせることとなった。

### イサ
ギネビア
声 - 斉藤昌
イサの女王でアーナスの母。
好戦的で傲慢な気性の持ち主であり、パロからの陰謀・攻撃に対しては軍事力の差も顧みず戦争回避ではなく「信用できぬ」と対決姿勢を示し、ジルとの結婚で2つの国を1つにしようとするアーナスの思いをも退けてしまった。
また、自国民の評判は気にするものの今一つ下情に通じていないところがあり、部外者でありながら国を一度救ってくれたイズーに対して何も報いず、後に大臣を遣いにして質素な贈り物と共に協力を要請するだけに留めている。このことがイズーをパロの国に走らせるきっかけにもなってしまった。
さらに危機管理意識も低く、パロが『水門を解放することによって都を水に沈めようと狙っている』ことが解かり切っていたにもかかわらず、水門の番を相変わらずピラール一人に任せきりにしていて、警護の兵士を増やすなどの対策を一切講じなかった。
自国軍の出陣を見送りながら、病に倒れる。その後はハロールやアーナスの看病によってどうにか小康を保っていたが、イサの国が追い詰められているという報告を聴きショックで床に気絶し、二度と起き上がることはなかった。おそらくだがそのまま亡くなったと思われる。
ハロール
声 - 徳丸完
ギネビアの夫だが、イサは女王が絶対的な権力を持つようで、実権はほとんどない模様。
ピラール
声 - 永井一郎
イサの水門の番をしている老人。潮の満ち引きのさいには欠かさず水門の開け閉めをしているが、それ以外のときはほとんど居眠りしている。
イズーやマーリンの売りに来る野菜を良く買っていたため、二人とは知り合いであった。

### パロ
カイル
声 - 若本紀昭
筆頭大臣。イズーにパロへの協力を巧みに要請する。策略家であり、堕落した気質のパロの国を実質的に仕切っている。
ランスロ
声 - 柴田秀勝
パロの国王でジルの父。自国の現状を把握できていない上に傲慢で頑迷。ジルは理解していた「イサを水没させてしまったら手に入れても何の価値もない」という事実も分かっていない様子で、有能な統治者とはとても言えない。
イサを得る欲望にかられ謀略から戦争を起こすが、ジルに侵攻中止を勧められると激高し、逆に剣で切り掛かろうとして揉み合ううちに死亡する。
クンドリー
声 - 吉田理保子
王妃にしてジルの母。カイルと共に、ジルを戦いに追いやる。
パロが戦に勝利した後は彼女が国政のトップとなっているが、自身が権力を握ることは想定していなかったらしく、ジルが行方不明になって戻らないことも影響し、情熱と気力を喪って国政をカイル任せにしている模様。
シャレム
声 - 木下由美
戦勝の褒美として、財宝や邸宅とともにイズーに与えられた女性。妖艶な雰囲気とスタイルを持つ美女。
イズーの言う事をよく聴き、毎日の床も上手に勤めていたようだが、しかし実際はイズーが邪魔になった際にいつでも始末できるようにカイルが用意した刺客であった。イズーの元で3か月間遊んで暮らしていてもカイルの命令は厳守していることから、強固な忠誠心がある模様。
カイルの命令を受けた夜に牙を剥きイズーを葬ろうとするが、必死の抵抗をした彼に逃げられてしまう。

### サキの村
ドルイド
声 - 高島雅羅
バンボウの恋人。豪奢な生活を夢見て、バンボウに幽霊船の船長になるよう説得した。しかし望む富を得ながらも「バンボウのいない生活」に耐えられなくなり後悔し、半ば狂人のように幽霊船を追ってはバンボウに戻ってきて欲しいと呼びかけている。イズーは彼女とも再会するが、最後に後悔を捨て「いつまでも待つ」と誓う彼女もまた、既にこの世の人ではなく石像と化してしまう。
バンボウ
恋人のドルイドが豊かな生活を求めたため、幽霊船の船長となった。劇場版では直接描かれない。
トレル
声 - 矢尾一樹
マーリンを気にかけ、避難を勧める。

### その他
- コッポ - 藤本譲
- イシス - 片岡富枝
- キール - 佐藤正治
- クラッキ - 大滝進矢
- 兵士 - 小林通孝
- 市民 - 小野健一、中井雅之

## 設定
イサもパロも、ユーロ大陸に古くから繁栄する大国である。ただし、両国の国史はまったく対照的となっているうえ、基本的には都市国家なので中心から離れた地域には独立を保つ村落も少なくないようである。サキの村もその1つに数えられ、パロの南に迷いの森があり、迷いの森を抜けるとサキ、さらには南にイサがある。文明はかなり発展（飛行機・水上バイクなどがある）しているが、地域によって普及度に差がある。
人々の宗教形態や神々の存在などはほぼ不明であるが、マーリンのように信仰に熱心な者は常に祈りを欠かさないようである。死後、人々の魂は肉体を離れて幽霊船に赴き、そこで永遠に暮らすとされる。詳細は以下に説明。
イサ
太陽と海と風と水、雄大な自然に恵まれた国。ユーロ大陸最南端に位置する都市国家で、美しい景観を持つ。古くに戦争を捨て平和路線のみで繁栄してきた。
イパ河河口に位置しており、水の都と呼べるほどに清冽な水路が張り巡らされ、水はほぼ使い放題である。大規模な水門により水害を防いでいる。宮殿の向かいにある大聖堂は人々の信仰の中心。
人々はみな陽気で楽天的、よそ者でも比較的快く受け入れる風土だが、悪く言えば平和ボケをしている。ただ、愛国心が高いものはそれなりにいる。
長年の平和で形式的な兵しかおらず、軍備も基本的には航空機と原始的兵器（ボウガン・槍）のみで、パロとは雲泥の差がある。一応大砲もあるがパロのものと比べて旧式であり数も少なく、設置したところから動かすことはできない模様。
パロ
産業を発展させた軍事大国。ユーロ大陸の内陸部に位置し、古くから近隣諸国や村々を武力で併呑してきた。王都は山頂に築かれている。
街を形成するものはほとんどが人工物であり、岩肌以外の自然のものはごくわずかしかない。産業により空気も土地も汚れており、景観は美しいとは言えない。
力と富は人々の生活も心もすっかり堕落させ、真面目に生きるものはごく少ない。人々は疑い深く排他的な風土であり、よそ者には職もない有様。
軍備は非常に優れており、マシンガンや大砲、戦車や戦闘飛行機などを数多く保有している。しかし兵士のほうは訓練や統率さえままならず、それらの武器を使いこなせるものが極めて少ない状況にあり、士気も低い。
かつての栄光は過去のものとなっているが、プライドの高い指導者層はそのことを認めたがらない。
サキの村
イサとパロに挟まれた農村地帯にある小村の1つで、両国の交通路にあたる。人々は素朴で、イサあるいはパロで農作物を売って生計を立てている。村の北の丘にそびえる巨木ウインダリアを宝とし、信仰している。
ウインダリアの木
サキの北の丘にそびえる巨木。樹齢は不明。サキの村の集会の場。幸運を呼ぶ木とされ、人々によい思い出を授けてくれるとして、村人から信仰されている。
迷いの森
イサとパロの間に広がる、うっそうと木々の生えた幻惑の森。ここに踏み入る人々に対し、精霊が心を映し惑わせる。そのため普段は近づくものは少なく、アーナスとジルはここを逢瀬の場所に選んでいた。アーナスとジルは慣れている為幻惑は効かない。後に戦場となる。
イパ河
源流をパロに発し、迷いの森を通過してイサに流れる川で、河口付近では天井川となっている。河口の水門の扱いを間違えると、水害を引き起こしてしまう。
幽霊船
人が死ぬと現れ、魂を集めて回る飛行船。常に天空を飛び続けているが、10年に一度、船長が交代する時のみ地上に降りてくる。一度船長になると任期が終わるまで戻れないので、誰もが嫌がり船長のなり手がない。そのため、イサとパロの呼びかけで志望者には莫大な報酬が払われる。行動範囲はユーロ大陸全域におよぶという。
魂
赤い鳥の姿をしている。人が死ぬと肉体から離れて天を舞い、幽霊船へと飛び立つ。

## 小説版との違い
上映時間の都合上、藤川の原作が簡略化されていることは否めない。しかし、その分イズーとマーリン、アーナスとジルの悲劇に焦点が絞られている。マーリンがイズーに渡したお守りは小説版ではウインダリアの葉を入れた守り袋だが、劇場版では短剣に変更されている。困った時、イズーを助けてくれるという言葉を生かすとともに、夫を戦争に送りだす妻の悲痛な決意を象徴した演出となっている。アーナスとジルの心中も2人を悲劇的な結末を強調するため、アーナスが一方的にジルを殺して後を追う死に様に変更された。

## スタッフ
- 企画・制作 - 小野寺脩一、長尾聡浩
- 原作・脚本 - 藤川桂介
- 監督 - 湯山邦彦
- レイアウト - 林隆文、毛利和昭
- 演出助手 - 政木伸一
- キャラクターデザイン・作画監督 - いのまたむつみ
- メカニックデザイン・イメージ設定 - 小原渉平、豊増隆寛
- サブメカニックデザイン - 佐藤智彦
- アニメーションコーディネーター - 影山楙倫
- メインアニメーター - 毛利和昭、林隆文、村中博美、田中保、いのまたむつみ、兵頭敬、影山楙倫、荒木英樹、知吹愛弓、戸倉紀元、池上裕之、小林利充、宇都宮智、和田卓也、戸澤稔、山本泰一郎、合田浩章、市川吉幸、中沢数宣、磯野智、小林智、小泉たかし、小原渉平、豊増隆寛
- 動画チェック - 石田敦子
- 美術監督 - 勝又激
- 背景 - スタジオコスモス
- 撮影監督 - 枝光弘明
- 撮影 - スタジオぎゃろっぷ
- 編集 - 掛須秀一
- 音楽 - 門倉聡
- 音響監督 - 松浦典良
- 音響助手 - 渡辺淳
- プロデューサー - 長尾聡浩
- 製作 - あいどる、カナメプロダクション

## 主題歌・挿入歌
主題歌・オープニングテーマ「約束」
作詞 - 川村真澄 / 作曲 - 加藤和彦 / 編曲 - 門倉聡 / 唄 - 新居昭乃
挿入歌・エンディングテーマ「美しい星」
作詞・作曲・唄 - 新居昭乃 / 編曲 - 門倉聡

## 関連商品
- VHS・Betamax・VHD - ビクター音楽産業
- LD - ポリドール
- LD 再発売版 - マイカルハミングバード
- サウンドトラック盤CD・LP・CT - ビクター音楽産業
- ウインダリア未発表BGM集　12インチシングルレコード・CT - ビクター音楽産業
- DVD - ビクターエンタテインメントから2000年（再発盤はアトラス、2005年）
- 原作小説 藤川桂介『ウィンダリア 童話めいた戦史』 （ISBN 4041653010 角川文庫 1986年3月）
- ガイドブック 『ウィンダリア　童話めいた戦史』（角川書店 1986年8月）
- ゲーム『ダンジョン オブ ウインダリア』（コンパイルハート 2008年5月）
- その他
  - シングル - 新居昭乃 『約束 c/w美しい星』、のちアルバム『懐かしい未来』（1987年8月）に収録。
  - 『いのまたむつみ画集 月の聲 星の夢』（ISBN 4829191015 富士見書房 1988年11月）に、『幻夢戦記レダ』などと併せ本作イラストが多数収録。

## ゲーム
ダンジョン オブ ウインダリア
2008年5月15日にコンパイルハートからニンテンドーDS用ゲームソフトとして発売された。